# Муслим Бурмат
Муслим Бурмат (малайск. Muslim Burmat; р. 15 апреля 1943 г., Бандар-Сери-Бегаван) — брунейский писатель. Псевдоним. Настоящее имя — Аванг Хаджи Муслим бин Хаджи Бурут.

## Краткая биография
Происходит из этнической группы кедаяны. Окончил колледж султана Омара Али Сайфуддина, стажировался в Университете Малайя (1968) и в Лондонском университете (1971—1972). Карьеру начал в 1964 г. клерком в Земельном департаменте. Через год перешел на работу помощником редактора, редактора, старшего редактора, а с 1969 г. — ответственного сотрудника отдела языка Совета по языку и литературе Брунея. В 1998 г. стал работать научным сотрудником в департаменте малайских исследований Университета Бруней Даруссалам.

## Творчество
Выпустил шесть сборников рассказов, 17 повестей, в том числе «Подарок мечты», поднимающую проблемы современного мусульманского общества и занявшую на национальном конкурсе 1983 второе место (по установившейся традиции первое место никогда не присуждается).

## Критика. Оценка творчества
Как представитель этнического меньшинства кедаян, Дато Муслим пишет с позиции, которая является маргинальной по отношению к основному течению брунейской литературы. Это позволяет ему демонстрировать более «объективный» подход. В центре его внимания люди, занимающие низшие слои общества; представители высших классов почти никогда не фигурируют в его повестях. Вместе с тем, он склонен избегать явной социальной критики. Исторические маркеры часто имеют место в его работах, хотя конкретные даты редко упоминаются; одна из его целей, по-видимому, заключается в том, чтобы запечатлеть для молодых поколений исчезающий образ жизни. — . - Кристофер Хью Гэллоп

## Награды
- Литературная премия Юго-Восточной Азии (1986)
- Литературная премия «Нусантара» (1999, 2002)
- Звание «Выдающийся писатель Брунея» (2002)
- Литературная премия Мастра (2001, 2006, 2007)
- Орден Darjah Seri Paduka Mahkota Brunei и звание «Дато Падука» (2006)[6]

## Основные публикации[7]
- Debu beterbangan. [Kuching]: Borneo Literature Bureau, [1964] (совместно с M Salleh Ibrahim).
- Si-bĕlang. Brunei: Dewan Bahasa dan Pustaka, 1968.
- Pelarian. Antoloji cerpen. Brunei: Dewan Bahasa dan Pustaka, 1977[8].
- Selangkir merah mata: kumpulan cherpen dan puisi kanak-kanak. [Bandar Seri Begawan]: Dewan Bahasa dan Pustaka, Brunei, 1980.
- Lari Bersama Musim. [Bandar Seri Begawan]: Dewan Bahasa dan Pustaka, Brunei, 1982.
- Hadiah Sebuah Impian. [Bandar Seri Begawan]: Dewan Bahasa dan Pustaka Brunei, 1983.
- Bunga rampai sastera Melayu Brunei. Kuala Lumpur: Dewan Bahasa dan Pustaka, Kementerian Pelajaran, Malaysia, 1984 (совместно с Abdullsh Hussain)
- Puncak Pertama. Bandar Seri Begawan: Dewan Bahasa dan Pustaka Brunei, Kementerian Kebudayaan Belia dan Sukan, 1988[9].
- Pohon-Pohon Terbuang: antologi cerpen. Kuala Lumpur: Penerbitan Penamas, 1989.
- Rantau utara : antologi cerpen. Bandar Seri Begawan, Brunei Darussalam : Dewan Bahasa dan Pustaka, Kementerian Kebudayaan Belia dan Sukan, 1989 (совместно с Shawal Rajab).
- Bunga rampai sastera rakyat Brunei. [Brunei?] : ASEAN Committee on Culture and Information, 1992.
- Terbenamnya Matahari. Bandar Seri Begawan: Dewan Bahasa dan Pustaka Brunei, Kementerian Kebudayaan, Belia dan Sukan, 1996.
- Urih Pesisir. [Bandar Seri Begawan] : Penerbit Universiti Brunei Darussalam, 1999.
- Makna sebenar sebuah ladang. Berakas, Dewan Bahasa dan Pustaka Brunei, Kementerian Kebudayaan, Belia dan Sukan, 2002[10].
- Maka. Berakas, Dewan Bahasa dan Pustaka Brunei, Kementerian Kebudayaan, Belia dan Sukan, 2004.
- Terbang Tinggi. Singapura: Pustaka Nasional, 2004
- Sidang Burung. Berakas, Dewan Bahasa dan Pustaka Brunei, Kementerian Kebudayaan, Belia dan Sukan, 2006.
- Ntaidu. Berakas, Dewan Bahasa dan Pustaka Brunei, Kementerian Kebudayaan, Belia dan Sukan, 2006.
- Naskhah. Berakas: Dewan Bahasa dan Pustaka Brunei, Kementerian Kebudayaan, Belia dan Sukan, 2008.
- Anak ikan raja ikan. Berakas: Dewan Bahasa dan Pustaka Brunei, Kementerian Kebudayaan, Belia dan Sukan, 2008.
- Tapuk-tapuk bawah daun: kumpulan cerpen. Berakas: Dewan Bahasa dan Pustaka Brunei, Kementerian Kebudayaan, Belia dan Sukan, 2008.
- Permainan Laut. Berakas: Dewan Bahasa dan Pustaka Brunei, Kementerian Kebudayaan, Belia dan Sukan, 2008.
- Ketika tasik merimbun kering. Berakas: Dewan Bahasa dan Pustaka Brunei, Kementerian Kebudayaan, Belia dan Sukan, 2010.

## Семья
- Супруга — Даянг Камсия бинти Сулейман (1986)[11].